# Triatlon
Triatlon, soms triathlon is een 'multisport' en bestaat uit de onderdelen zwemmen, wielrennen en hardlopen. Een sporter in deze discipline heet een triatleet. Er bestaan verschillende afstanden in de triatlon, en verschillende verdelingen van de afstand. De Nederlandse triatlonbond spreekt over de volgende afstanden:
- Sprintafstanden,
- Kwart / standaard, voorheen olympische afstand werd genoemd[3], met de afstanden 1,5 km zwemmen, 40 km fietsen en 10 km hardlopen.
- Middenlange afstand
- Lange afstand: 3,8 km zwemmen, 180,2 km wielrennen en 42,195 km hardlopen (de marathonafstand)

## Afgeleide vormen
Naast triatlon bestaan afgeleide vormen, waaronder de duatlon (een combinatie van wielrennen en hardlopen), cross triatlon (eerst zwemmen dan mountainbiken en dan hardlopen), de aquatlon (eerst zwemmen dan lopen in Nederland wordt dit ook wel zwemloop genoemd) en de wintertriatlon (verschillende combinaties met o.a. hardlopen, sneeuwschoenlopen, schaatsen en langlaufen). Het gaat bij de triatlon om de totaaltijd van alle sporten achter elkaar, dus de winnaar is de atleet die na het laatste onderdeel als eerste over de finish komt. Bij een triatlon tellen de tijden voor de wissels tussen de onderdelen mee voor het eindresultaat.
De overkoepelende internationale triatlonbond is World Triathlon. Deze draagt zorg voor alle officiële internationale kampioenschappen en voor de triatlon op de Olympische Spelen. Voor Europese wedstrijden is de ETU (European Triathlon Union) belast met de organisatie en uitvoering van internationale kampioenschappen. Daarnaast zijn er diverse commerciële organisaties die zich bezighouden met organiseren van triatlons. De bekendste is het Ironman-merk, maar daarnaast zijn er andere namen zoals de Challenge, Norseman, Powerman en ICan. Deze organiseren veelal wedstrijden over een halve afstand, maar soms ook over langere afstand. De kosten voor het organiseren van een wedstrijd zijn aanzienlijk. Vaak zijn ook veel vrijwilligers betrokken bij een evenement.

## Geschiedenis
De eerste triatlons werden georganiseerd in Frankrijk, tussen 1920 en 1930. Deze werden eerst in Joinville georganiseerd en later in Meulan en in Poissy. De wedstrijd kreeg nog niet de naam 'triatlon', maar heeft verschillende namen gehad: van Les Trois Sports over La Course des Débrouillards tot La Course des Touche-à-Tout. De wedstrijd werd een lokale traditie die jaarlijks doorging zonder massale belangstelling.
In 1934 was La course des Trois Sports in La Rochelle het meest excentrieke gebeuren van het jaar. De wedstrijd bestond uit een oversteek van het kanaal (ongeveer 200 m zwemmen), een fietsparcours van 10 km van de haven van La Rochelle naar het parc de Laleu, gevolgd door 3 rondes op de piste van stade André-Barbeau (dus 1200 m lopen).
Op 25 september 1974 werd er in San Diego op Fiesta Island een triatlonwedstrijd gehouden die voor het eerst de naam 'triatlon' kreeg. De volgorde was wel nog anders: er werd 5 mijl gelopen, 5 mijl gefietst en 600 yards gezwommen.
In 1977 ontstond er op het eiland Honolulu in de bar Primo een discussie tussen marineofficier John Collins, zijn vrouw Judy en enkele anderen. Het debat ging over de vraag welke atleten nu de beste conditie hadden: lopers, zwemmers of fietsers. Collins wist te vertellen dat, volgens een artikel verschenen in Sports Illustrated Magazine, Eddy Merckx, de legendarische wielrenner uit België, de hoogst gemeten zuurstofopname (de VO2max) had van alle atleten van de wereld. Dus waren renners misschien wel fitter dan alle andere atleten. Op dat moment hadden Collins en zijn vrouw Judy in 1974 en in 1975 al deelgenomen aan triatlons georganiseerd door de San Diego Track Club en de Optimist Sports Fiesta Triathlon in Coronado (Californië) in 1975. Een aantal militairen in de bar waren ook vertrouwd met deze wedstrijden.
Ze besloten om een wedstrijd te organiseren die alle langeafstandsraces van Honolulu combineerde, te weten de Waikiki Roughwater Swim (3,8 km), de Around Oahu Bike Race (185 km) - oorspronkelijk een drie dagen durend evenement - en de marathon van Honolulu (42,195 km). Collins berekende dat door 3 mijl van het fietsparcours af te nemen en door tegen de klokrichting het eiland rond te rijden, het fietsgedeelte kon starten aan de aankomst van de zwemwedstrijd en kon eindigen aan de Aloha Tower, de traditionele start van de Honolulu Marathon. Wie deze drie wedstrijden op rij kon winnen, mocht zich terecht de Ironman (de man van staal) noemen.
De Ironman Hawaï bleef een onderonsje van enkele fanatiekelingen tot de Amerikaanse media deze waanzinnige wedstrijd ontdekten en er uitvoerig over gingen berichten. Overal ter wereld begon men triatlons te organiseren. Hoewel World Triathlon het wereldkampioenschap langeafstand inmiddels elk jaar in een ander land organiseert, beschouwen alle triatlonbeoefenaars de Ironman van Hawaï als het officieuze wereldkampioenschap. De wedstrijd vindt nu plaats rond de plaats Kailua Kona, aan de westkust van het eiland Hawaï. Men zwemt de Kailua Bay over, fietst dan van Keauhou naar Hawi (op de noordpunt) en weer terug en loopt ten slotte een marathon.
Sinds de Olympische Zomerspelen van Sydney 2000 is de triatlon toegevoegd aan de Olympische Spelen. Men legt dan echter geen hele triatlon af, maar de zogenaamde standaard (olympische) afstand: 1,5 km zwemmen, 40 km fietsen en 10 km lopen. Hierbij is stayeren bij het fietsen toegestaan. Dat wil zeggen dat er in groepen kort op elkaar gereden mag worden, in plaats van dat een verplichte tussenruimte aangehouden moet worden. Ook in Worldcups is stayeren vrijgegeven. Triatlon is sinds 2016 toegelaten als Paralympische sport. Hier worden wedstrijden altijd over de sprintafstand afgewerkt.

### Estafettevorm
Al sinds de begindagen van de triatlon zijn er evenementen waarbij de verschillende onderdelen door twee of meer mensen worden uitgevoerd. Hierbij neemt elke deelnemer dus een of meerdere onderdelen voor zijn/haar rekening. Dit zien we vooral terug bij recreatieve evenementen. Vaak wordt deze estafette gecombineerd met een reguliere wedstrijd, maar er zijn ook evenementen waar deze estafette als los onderdeel wordt afgewerkt.
Vrij recent is de ontwikkeling van de Team Relay, ook wel Mixed Relay genoemd. In deze vorm wordt de wedstrijd afgewerkt met vier atleten, doorgaans twee mannen en twee vrouwen. Hierbij start als eerste een vrouw, dan een man, vervolgens weer een vrouw en ten slotte weer een man. De finishtijd van de laatste man geldt hierbij als totale eindtijd. Deze wedstrijd wordt afgelegd over zeer korte afstanden. Hierdoor kunnen de atleten alles geven, wat leidt tot een spectaculair wedstrijdbeeld. Deze Mixed Relay is een Olympische sport vanaf de Spelen van Tokyo in 2020.

## Wereldrecordhouder
De Noor Kristian Blummenfelt is wereldrecordhouder op de triatlon. Op 21 november 2021 won hij de Ironman (triatlon) van Cozumel in een nieuwe recordtijd van 7 uur, 21 minuten en 12 seconden.
De Zwitserse Daniela Ryf heeft het wereldrecord bij de vrouwen, met een tijd van 8 uur, 8 minuten en 21 seconden.
De Nederlandse Yvonne van Vlerken is wereldrecordhoudster over het aantal keer dat een vrouw de triatlon over de lange afstand binnen de 9 uur is gefinisht. In 2015 lukte haar dat voor de 10e keer.

## Schrijfwijze triatlon / triathlon
Sinds de spellingwijziging van 1995 werd in de officiële Nederlandse spelling volgens het Groene Boekje het woord triatlon voortaan geschreven zonder h. De Nederlandse Triathlon Bond (NTB) bleef echter nog een aantal jaren de spelling met th vasthouden.  Uiteindelijk koos de bond toch voor de nieuwe spelling, maar handhaafde de 'h' wel in de naam van de organisatie, omdat dit de schrijfwijze was op het moment van de oprichting.
Met ingang van januari 2009 werd echter weer teruggekeerd tot de "traditionele spelling", met th en werd het bondsorgaan Triatlon & Duatlon Sport (van 1988 tot 2002 genaamd Triathlon Sport) omgedoopt tot Triathlon & Duathlon Sport.

## Wedstrijden
Al in de jaren-'80 was er een levendig triatloncircuit in België. In de jaren-'90 waren er de triatlons van Middelkerke en Brasschaat, Geel, Landen, Menen en Mol.
Wedstrijden in België:
- 1/4 triatlon van Brasschaat
- 1/4 triatlon Kapelle-op-den-Bos
- 1/4 triatlon Izegem
- 1/4 triatlon Brugge
- Den Halven van Damme
- IronMan 70.3 Antwerpen (1/2)
- Zwintriatlon (1/4)
- 1/4 Boerenkreek, triatlon te Sint-Laureins (non-drafting)
- Long Course Weekend Belgium

Wedstrijden in Nederland zijn:
- Triathlon van Veenendaal
- Triathlon van Stein
- Triathlon van Almere
- Triathlon van Nieuwkoop
- Tri-Ambla (triatlon van Ameland)
- Triathlon van Rotterdam
- Triathlon van Maastricht

## Afstanden
Er zijn verschillende afstanden gedefinieerd bij triatlons, als volgt:
| Naam afstand                         | Korte naam        | Zwemmen (meter) | Fietsen (km) | Hardlopen (km) | Totale afstand (km) |
| ------------------------------------ | ----------------- | --------------- | ------------ | -------------- | ------------------- |
| Hele triatlon / Ironman afstand      | 1/1, IM, LA of LD | 3800            | 180          | 42,195         | 225,995             |
| ITU 3OD                              | 3OD               | 4000            | 120          | 30             | 154                 |
| ITU 2OD                              | 2OD               | 3000            | 80           | 20             | 103                 |
| Middenafstand / halve triatlon       | 1/2, MA of (E)MD  | 2500            | 80           | 20             | 102,5               |
| Half Ironman / Ironman 70.3          | IM 70.3           | 1900            | 90           | 21,1           | 113                 |
| 100 km triatlon                      | T100              | 2000            | 80           | 18             | 100                 |
| ITU olympische afstand (OD)          | SD, OA, OD        | 1500            | 40           | 10             | 51,5                |
| Kwart afstand                        | 1/4               | 1000            | 40           | 10             | 51                  |
| ITU sprintafstand (SD)               | SA of SD          | 750             | 20           | 5              | 25,75               |
| Achtste Triatlon                     | 1/8               | 500             | 20           | 5              | 25,5                |
| Supersprint                          |                   | 400             | 10           | 2,5            | 12,9                |
| Halve sprint                         |                   | 375             | 10           | 2,5            | 12,875              |
| Mini Triatlon                        | 1/16              | 250             | 10           | 2,5            | 12,75               |
| Mini Triathlon (bij JJC-wedstrijden) |                   | 375             | 10           | 2,5            | 12,875              |

## Bekende triatleten
| - Rob Barel - Sander Berk - Danne Boterenbrood - Chris Brands - Maaike Caelers - Bas Diederen - Bert Flier - Guido Gosselink - Irma Heeren - Frank Heldoorn - Luc Huntjens - Machiel Ittmann - Henri Kiens - Rachel Klamer - Axel Koenders - Mariska Kramer-Postma - Dennis Looze - Jan van der Marel - Gregor Stam - Thea Sybesma - Heleen bij de Vaate - Yvonne van Vlerken - Ben van Zelst - Irma Zwartkruis - Evert Scheltinga zie ook Categorie:Nederlands triatleet | - Bart Aernouts - Rutger Beke - Karel Blondeel - Bruno Clerbout - Peter Croes - Simon De Cuyper - Wito De Meulder - Sofie Goos - Pieter Heemeryck - Marc Herremans - Gerrit Schellens - Kathleen Smet - Mieke Suys - Jim Thijs - Marino Vanhoenacker - Frederik Van Lierde - Luc Van Lierde - Marten Van Riel - Katrien Verstuyft - Axel Zeebroek zie ook Categorie:Belgisch triatleet | - Craig Alexander AUS - Mark Allen USA - Faris Al-Sultan GER - Natascha Badmann SUI - Tim Don GBR - Desiree Ficker USA - Simon Lessing GBR - Chris McCormack AUS - Dave Scott USA - Torbjørn Sindballe DEN - Normann Stadler GER - Kristian Blummenfelt NOR zie ook Categorie:Triatleet naar nationaliteit |

## Kampioenschapslijsten
- Lijst van Nederlandse kampioenen triatlon op de olympische afstand
- Lijst van Nederlandse kampioenen triatlon op de lange afstand
- Lijst van Nederlandse kampioenen triatlon op de middenafstand
- Lijst van Belgische kampioenen triatlon op de sprintafstand
- Lijst van Belgische kampioenen triatlon op de sprintafstand in ploegverband
- Lijst van Belgische kampioenen triatlon op de olympische afstand
- Lijst van Europese kampioenen triatlon op de olympische afstand
- Lijst van Europese kampioenen triatlon op de lange afstand
- Lijst van Europese kampioenen triatlon op de middenafstand
- Lijst van Europese kampioenen wintertriatlon
- Lijst van jeugd-wereldkampioenen triatlon
- Lijst van wereldkampioenen triatlon op de olympische afstand
- Lijst van wereldkampioenen triatlon lange afstand
- Lijst van wereldkampioenen op de triatlon Ironman-afstand
- Lijst van wereldkampioenen wintertriatlon
- Lijst van olympische medaillewinnaars triatlon